# NGC 4056
NGC 4056是一个位于后发座的椭圆星系，距离地球3.4亿光年，1865年3月18日由阿爾伯特·馬爾夫发现，属于NGC 4065星系群。